# سخن‌شناسی

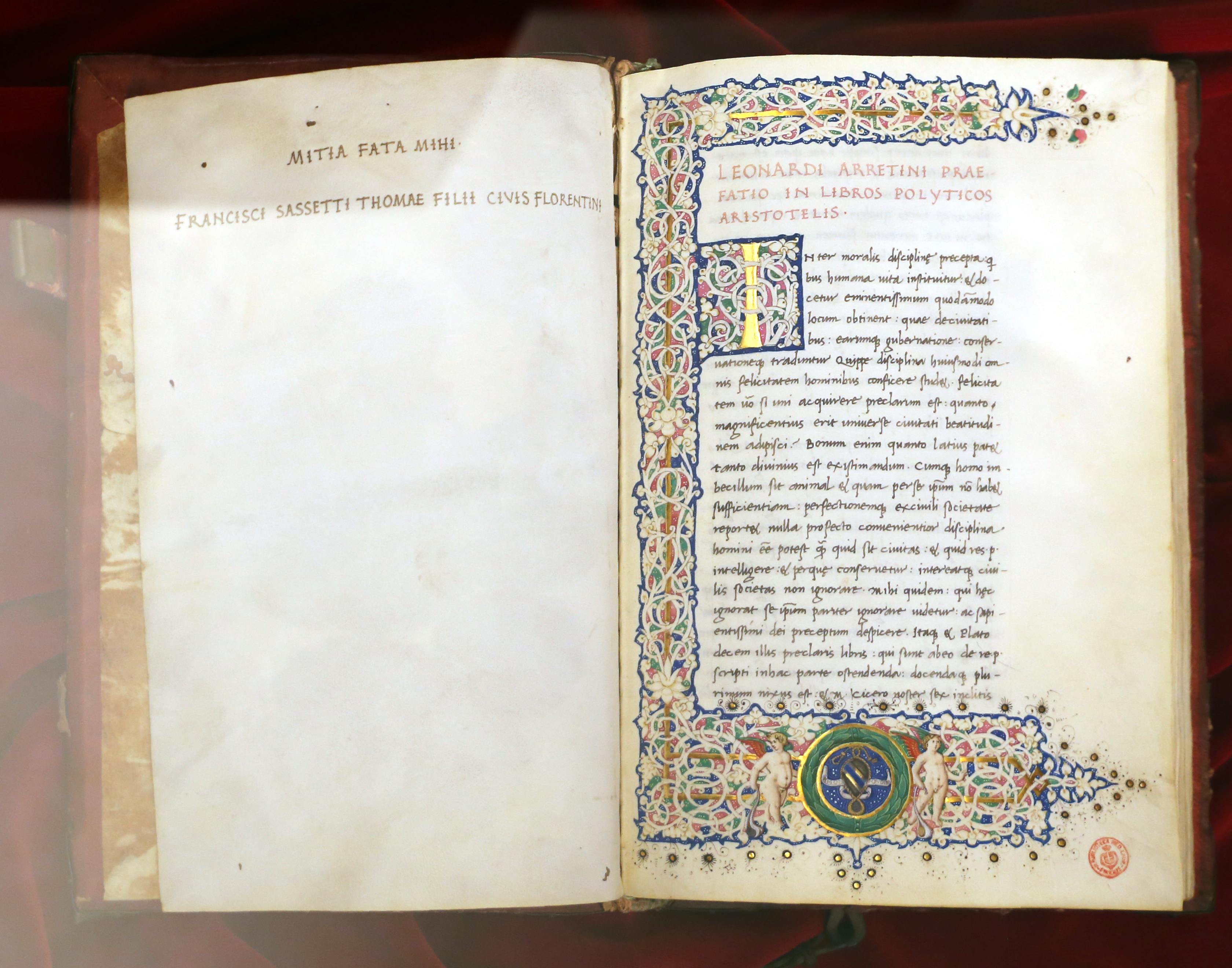
ترجمه لئوناردو برونی از شعرهای ارسطو

سخن‌شناسی (به یونانی: «ποιητικῆς»؛ به عربی «بوطیقا») دانش صُوَر و مقولات ادبی است. (معرب، ا) واژه یونانی «پوئه تیکا» لغتنامه دهخدا این نام گاه به نظریهٔ شعر اشاره می‌کند، گاه نیز چنان جامع به کار می‌رود که مرادش نظریه است در علوم انسانی.

## کتاب ارسطو
رسالهٔ فن شعر ارسطو در یونانی Περὶ ποιητικῆς و در لاتین De Poetica نامیده می‌شود که آوانگاری عربیش «بوطیقا» و ترجمه عربیش «شاعریة» می‌شود. معنای این عبارت در یونانی «منتسب به شعر» و از صفت فعلی به معنای «ساخته شده» است.
این کتاب کهن‌ترین نوشته‌ای است که به شعر و بازنمایی می‌پردازد و این مقوله را همچون دانشی به میان می‌نهد و سخن‌شناسی را بنیان می‌گذارد. در زبان‌های اروپایی نام این دانش با نام کتاب ارسطو یکی می‌شود و کم و بیش «شعرشناسی» یا «سخن‌شناسی» یا «دانش سخن‌پژوهی» یا «ادبیات‌شناسی» معنی می‌دهد.

## ترجمه به فارسی
در زبان فارسی مترجمان و نویسندگان مختلف در متن‌ها و کاربردهای گوناگون این واژه را «بوطیقا»، «فنّ شعر»، «شعرشناسی»، «ادبیات‌شناسی»، «نظریهٔ ادبی»، «پوئتیک»، «نظریّهٔ شعر»، «هنر شاعری»، «علم ادبیات» و «سخن‌شناسی» گفته‌اند. آنچه برای ابهام زدایی از این واژه بسیار مهم است، معنایی است که بر آن دلالت می‌کند، یعنی "مجموعه ای از شیوه‌ها و ابزار و نظریات مختلف دربارة یک موضوع واحد ادبی را، بوطیقای آن موضوع می‌نامند. در نتیجه وقتی می‌گویند بوطیقای مولوی، مقصود کلیه آثار و ابزار و نقدها و نسخه‌های موجود و هر آنچه است که به شناخت این اثر کمک می‌کند.

## مفاهیم نزدیک اما متفاوت
سخن‌شناسی با هرمنوتیک و با سخن‌سنجی متفاوت است. برگرفته از درس گفتار دکتر هیرود سلطانیان، "طبق تعریف آکادمیک ادبیات امروز در جهان، تمرکز بوطیقای یک اثر، بر فهم این موضوع است که "عناصر سازنده این اثر چگونه به هم ارتباط پیدا می‌کنند، و چگونه آن اثر خاصی را که بر خواننده باقی می‌گذارند، بوجود می‌آورند" پس چگونگی و ساختار معناسازی اثر مد نظر است. مثلا حافظ چکونه به تعریض سخن می‌گوید؛ در صورتیکه هرمنوتیک، فقط بر خودِ معنای استنباطی و تفسیری اثر تمرکز می‌کند، مثلا آیا در این بیت حافظ به تعریض سخن گفته است؟ تعبیر استنباطی و تحلیلی و تفسیری ما از این معنا چیست و به چه دلایلی. این می‌شود هرمنوتیک. اما اینکه از نقد هرمنوتیک استفاده می‌شود برای فهم ساختار معنای یک اثر، این می‌شود بوطیقای اثر. در این راستا، انواع نقد، من جمله نقد هرمنوتیکی - یعنی نقدی معنا محور از اثر، بر پایه تفسیر و استنباط- در کنار نقد روانشناختی، نقد روایت شناختی، نقد جامعه شناختی، نقد زیباشناختی، نقد اسطوره ای، نقد کهن الگویی، نقد سنتی، نقد نو، نقد فرمالیستی، نقد ساختارگرا، همه و همه به فهم بهتر «چگونگی مکانیزم اثرگزاریِ اثر خاص بر مخاطب» به کار می‌آیند و بوطیقای آن اثر را تشکیل می‌دهند. همچنین است آثار اقماری که بر یک اثر نوشته می‌شود. وقتی می‌گوییم بوطیقای شعر حافظ، علاوه بر دیوان حافظ، تمام کتب، آثار، مقالات، استدلال‌ها، سخنرانی‌ها، کنفرانس‌ها نقد‌ها و شرح‌ها و هرگونه آثار علمی و ترویجی که دربارهٔ اشعار حافظ نوشته شده است، مد نظر است. پس کلیت سخن‌شناسی شعر حافظ مد نظر است، «بوطیقای» شعر حافظ مد نظر است".
ایشان ادامه می‌دهند که «پوئتیک را بهتر است در فارسی همان بوطیقا بنامیم زیرا سخن‌شناسی شاید با مفاهیمی چون گفتمان‌شناسی یا سخن سنجی و غیره اشتباه شود، کما اینکه امروز در بسیاری از آثار چاپ شده فارسی این معانی متاسفانه به اشتباه به جای یکدیگر بکار می‌روند و بر ابهام این کلمه ساده افزوده و فهم خود کلمه را دچار هرمنوتیک و تفسیر می‌کنند. اگر هم بخواهیم بگوییم سخن‌شناسی، بهتر است بگوییم «سخن شناسیِ شعر یا اثر» نه سخن‌شناسی تنها. مثلا «سخن‌شناسی شعر حافظ»، «سخن‌شناسی غزلیات بیدل»، و امثال آن؛ اما باز هم بهتر است بوطیقا گفته شود که با معادل جهانی اش یعنی واژه «پوئتیک» همگون سازی شود. خود کلمه بوطیقا واژه ای با بیش از هزار سال قدمت در زبان فارسی است پس چرا بکار گرفته نشود.»

## سخن‌شناسی فرهنگْبنیاد
سُخن‌شناسیِ فرهنگ‌بُنیاد آن است که استیون گرینبلت ادیب نامدار آمریکایی آن را در برابر سخن‌شناسیِ متن بُنیاد رایج در نقد نو مطرح کرد و آن گونه‌ای از سخن‌شناسی است که در او اقتضائات فرهنگی کارِ ادبی سنجیده می‌شود و متن و فرهنگ فهم ما را نسبت به هم کامل می‌کنند.

### پیشینه
شیوهٔ فرهنگ بنیادی سابقه‌ای دور و دراز دارد که به یونان باستان بازمی‌گردد. این شیوه با کتاب فن شعرِ ارسطو که تجزیه‌وتحلیل صوری سخن بود رو به فراموشی گذاشت تا سپس‌تر با بازیابی افلاطون در روزگار رنسانس زنده شود.
استیون گرینبلت این نام را برای تجزیه‌وتحلیل ادبی خودش پیشنهاد کرد.

### نوشته‌ها
مقاله «فرهنگ» و «به سوی سخن‌شناسیِ فرهنگ» و دیباچهٔ کتاب قدرت صورت‌ها در رنسانس انگلیسی از استیون گرینبلت به شرح و بسط بنیان‌های این سخن‌شناسی می‌پردازد. او پیشینه نوشته‌های فرهنگی-ادبی در قرن بیستم را در کار اریش اویرباخ و کلیفورد گیرتز می‌داند.

### مفاهیم همسایه

#### نوتاریخی گری
نوتاریخی گری (به انگلیسی new historicism) از مفاهیم همسایه و همانند (و گاه برابر) سخن‌شناسی فرهنگ‌بنیاد و برساختهٔ استیون گرینبلت می‌باشد. عباس میلانی این مفهوم را «نوتاریخی گری» ترجمه کرده است که در فارسی رایج می‌باشد.

#### ماتریالیسم فرهنگی
ماتریالیسم فرهنگی (به انگلیسی cultural materialism) از مفاهیم سخن‌سنجی مارکسیستی انگلیسی و در کار کسانی چون ریموند ویلیامز آمده است. در ایران «ماتریالیسم فرهنگی» ترجمه کرده‌اند.